# Kladogram
Za pomoć o tome kako rabiti kladograme na Wikipediji vidi pomoć: kladogrami.
Kladogram je dijagram rabljen u kladistici koji pokazuje veze među organizmima. Kladogram nije, međutim, evolucijsko drvo jer ne pokazuje kako su predci povezani s potomcima ili koliko su se promijenili; mnoga evolucijska drva mogu se inferirati iz pojedinačnog kladograma. Kladogram rabi linije koje se granaju u različitim smjerovima završavajući na grupama organizama. Postoji mnogo oblika kladogramâ, no svi oni imaju linije koje se granaju od drugih linija. Te se linije mogu pratiti unatrag do mjesta na kojem se granaju. Te točke grananja predstavljaju hipotetična pretka (ne stvarno biće) koji bi imao kombinirane crte linija iznad toga. Taj hipotetični predak mogao bi potom pružiti tragove o tome za čim tragati u stvarna evolucijskog pretka. Iako su se tradicionalno takvi kladogrami stvarali uglavnom na osnovi morfoloških karakteristika, podatci dobiveni sekvenciranjem DNA i RNA te računarskom filogenijom danas se vrlo često rabe u izradi kladograma.

## Povećani članci
- filogeneza
- dendrogram

## Vanjske poveznice
|  | Zajednički poslužitelj ima još gradiva o temi Kladogram |